# Mario Rubén Mera
Mario Rubén Mera (Córdoba, 13 de junio de 1946) es un médico y político argentino del Partido Justicialista que se desempeñó como senador nacional por la provincia de Santiago del Estero entre 2002 y 2007.

## Biografía
Nació en 1946 en la ciudad de Córdoba y en 1971 se graduó de médico en la Facultad de Ciencias Médicas de la Universidad Nacional de Córdoba, especializándose en reumatología, hidrología médica y termalismo. Ejerció la profesión y fundó clínicas en Mar Chiquita (Córdoba), Lago Epecuén (provincia de Buenos Aires), San Miguel de Tucumán (Tucumán) y Termas de Río Hondo (Santiago del Estero), donde se radicó a corta edad, siendo la ciudad de origen de su padre.
Allí también inició su actividad política, afiliándose al Partido Justicialista (PJ) e integrando el congreso provincial del partido en Santiago del Estero desde 1983. Ese año también fue elegido a la Cámara de Diputados de la Provincia de Santiago del Estero, siendo el presidente de la misma entre 1983 y 1985. En 1987 fue designado director del hospital zonal de Termas de Río Hondo y al año siguiente, del Instituto de Obra Social del Empleado Provincial de Santiago del Estero, cargo que desempeñó hasta 1990.
En 1995 fue elegido intendente de Termas de Río Hondo, siendo reelegido en 1999. En marzo de 2002, asumió como senador nacional por la provincia de Santiago del Estero en reemplazo de Carlos Juárez (elegido en 2001), completando el mandato hasta diciembre de 2007. Fue presidente de la comisión de Turismo e integró como vocal las comisiones de Apoyo a las Obras del río Bermejo; de Seguridad Interior y Narcotráfico; de Defensa Nacional; de Salud y Deporte; y de Derechos y Garantías. También integró la primera composición de la comisión bicameral de Fiscalización de Organismos y Actividades de Inteligencia creada en 2002.